# 葛敬恩
葛敬恩（1889年7月30日—1979年10月11日），字湛侯，浙江嘉兴人。中华民国、中华人民共和国政治人物。

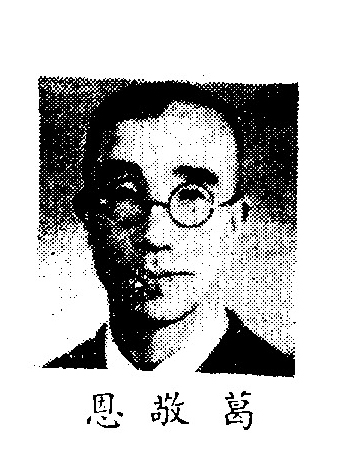

## 生平

### 辛亥革命中
- 1889年7月30日出生于浙江嘉兴柴场湾一个布商家庭。
- 1904年，15岁。考入浙江武备学堂。
- 1906年，17岁。光复会、同盟会员秋瑾在杭州运动新军人士加入光复会、同盟会。
- 1907年，18岁。毕业留校任教官。由同学好友黄郛介绍加入同盟会。
- 1911年，22岁。参加辛亥革命。是年10月10日武昌起义。11月5日，杭州新军起义，葛敬恩参加起义的领导核心，负责起义计划起草和命令的下达，并率领和指挥起义军攻克了杭州羊市街火车站，在车站建立总司令部。嗣后，参加浙二军，任援助南京起义军支队参谋，协助支队长朱瑞攻克南京天堡城。攻打南京的胜利，成为辛亥革命武装斗争的典范载入军事史册。南京光复也是辛亥革命胜利的转折点。孙中山在自传中说：“汉阳一失，吾得南京以抵之。革命大局，因此一振。”葛敬恩在杭州新军起义和南京之役中，作为军事参谋，勇敢无畏，计划周密，对取得胜利发挥了重要作用，展示了他的革命精神与军事才能。在杭州一役初识前来助战的上海敢死队队长蒋介石，两人彼此都留下了较深的印象。
- 1912年，23岁。是年1月1日中华民国临时政府在南京成立。葛敬恩任兵站交通部长。南北议和葛敬恩作为军界代表赴北京。

### 辛亥革命后
- 1913年，24岁。求学于北京陆军大学，与李济深是先后同学。学习期间参加了二次革命及讨袁护国战争。
- 1916年，27岁。陆军大学毕业，任军事教官。
- 1918年，29岁。被北京政府选派到日本陆军大学学习。
- 1921年，32岁。日本陆军大学毕业，回国。但日本陸軍大學名冊查無此人,
- 1924年，35岁。应陈仪邀请任浙军第一师参谋长，浙军第一师把奉系军阀张宗昌从浙江赶到陇海路以北。

### 北伐战争中
- 1926年，37岁。是年国民革命军北伐。在国民革命军总司令蒋介石坚邀之下，加入国民革命军总司令部任参谋处长，策划北伐战事。
- 1928年，39岁。是年北伐完成。国民政府定都南京。政府军事机构成立了参谋本部。葛敬恩任参谋次长，陆军中将（李济深任参谋总长）。

### 北伐后
- 1929年，40岁。任国民革命军编遣委员会总务部副主任，李济深任主任。李济深被囚禁后，葛敬恩代理主任职。兼任第一编遣区军务局局长。
- 1930年，41岁。任青岛特别市市长。
- 1931年，42岁。回南京仍任参谋次长。1931年夏赴北方平定石友三叛乱。后至山西与阎锡山会谈，使阎锡山重归国民政府。
- 1932年，43岁。葛敬恩任国民政府航空署长兼航空学校代理校长（校长蒋介石）。

### 赴台湾受降
1945年，56岁。抗日战争胜利。葛敬恩任台湾省行政长官公署秘书长兼前进指挥所主任。9月在南京出席了国民政府举行的对日受降仪式。10月赴台湾主持接受在台日军投降的仪式。時為美軍臺灣聯絡組的葛超智表示，當時葛敬恩在臺灣的演講詞中，斥責臺灣是「次等領土」、臺灣人是「二等國民」。
陳儀的派系班底進入台灣後，除佔據要職外，更安排自己的親信佔領其他要職，例如葛敬恩（陳儀的班底與同學）本人出任行政長官公署秘書長要職，更安插自己的弟弟葛敬銘擔任台灣省林業試驗所秘書，後轉任中華貿易公司總經理，弟弟葛敬應擔任農林處茶業公司總經理。

### 二二八事件
1947年二二八事件爆發之際，日後於1949年投共的臺灣長官公署秘書長葛敬恩、民政處長周一鶚與時任財政處長嚴家淦、工礦處長包可永等陳儀在福建時期舊部被臺灣人團體指責為陳儀周遭貪官污吏之「四兇」，導致政治黑暗、米糧外流、人民無穀為炊，被指名要求究辦。
根据署名“台湾青年团”所发出的传单，上面写着：“打倒葛敬恩之官僚资本！打倒葛弟之中和公司 打倒葛兄之茶叶公司”。
根据中央社的報導，葛敬恩在台湾的公邸曾被忠義服務隊投掷手榴弹。1947年3月14日，台灣行政長官公署秘書長葛敬恩乘專機飛南京，代表陳儀向蔣介石報告事變經過:8312。葛敬恩談話稱，2月28日暴動原因，係日本統治時代遺留之鷹犬與近由海外遺回之台籍浪人受奸徒煽惑:8312。

### 返回中國大陸
1947年，58岁。由台湾回到上海。先后任国民参政会参政员、制宪国民大会代表。民國三十七年（1948年）第一屆立法委員選舉中被選為浙江省第一選區立法委員。

### 投奔中共
- 1949年5月，60岁。葛敬恩会同上海、香港等地50余位立法委员通电拥护中国共产党。中华人民共和国成立以后，葛敬恩历任民革中央团结委员、上海市政协委员、第四届全国人大代表、第四、第五届全国政协委员。
- 1979年，90岁。葛敬恩在上海逝世。

## 傳言

### 台灣黃金案
台灣旅日作家黃文雄表示，由於葛敬恩在任行政長官公署秘書長時，向欲留在台灣的日本人收賄、又在接收日本資產時中飽私囊，為了掩蓋，遂將協助善後的末代總督安藤利吉毒殺滅口。
共產黨人蘇新於1949年出版的著作《憤怒的台灣》一書中表示：「所謂黃金一百二十公斤，是安藤親手送給葛敬恩的...這些黃金放在原田大佐的家裡時，已被美籍軍人艾文思中校所獲悉，原田害怕事發，把情形報告安藤，安藤再向葛敬恩說知此事，葛敬恩卻泰然自若，對安藤說：『你放心，一切都在鄙人身上』」、「同年八月，葛敬恩突被召赴京...他在老蔣面前，堅定說並沒有此事...他回到了上海，在上海逗留很久，不知所幹何事，不過，奇怪的很，恰巧葛在上海期間，日本戰犯安藤利吉，忽在上海戰犯監獄服毒自殺」:104-105、「關於安藤的自殺，不但在台日本人，就是台灣人也都疑心與『黃金案』有關」:105。蘇新並引述自台灣總督府主計課長塩見俊二的說法：「許多日人被拘時，這本清冊正本抄本均被查出、被拿走了，唯一的證據只剩下了安藤一人，在這種情形之下，你想安藤是怎樣死的？一句話，貪污手段之妙、消滅異己之毒，我們是不及國民黨官僚百倍！」:105-106
學者蘇瑤崇考證認為《憤怒的台灣》蘇新所提「侵吞黃金弊案」純係美軍聯絡組艾文思中校侵佔事件，與葛敬恩無關:108-110。艾文思在美國審判結束後，此案已釐清沒有安藤利吉被葛敬恩派人毒死之事。

### 女婿「李卓『芝』」
傳言葛敬恩女婿「李卓芝」擔任台灣省紙業印刷公司總經理，後轉任台灣省專賣局台北分局長，亦涉及貪污「劫收」臺灣，原始出處來自胡允恭。
但葛敬恩當年一起到臺灣的兒子葛天惠日後受訪時否認葛敬恩有這位女婿，表示葛敬恩兩位女兒葛允怡和葛允三都是1949年前後在上海結婚，夫婿都不姓李。
1946年8月2日臺灣行政長官公署派令臺灣印刷紙業有限公司正式成立後首位總經理吳長炎至同年9月陳瑜叔接任總經理，陳瑜叔請辭後1947年2月25日由林良桐接任總經理至同年5月公司撤銷。
1945年11月臺灣行政長官公署派令臺灣省專賣局臺北分局分局長為「李卓『之』」。